# إم يو دي

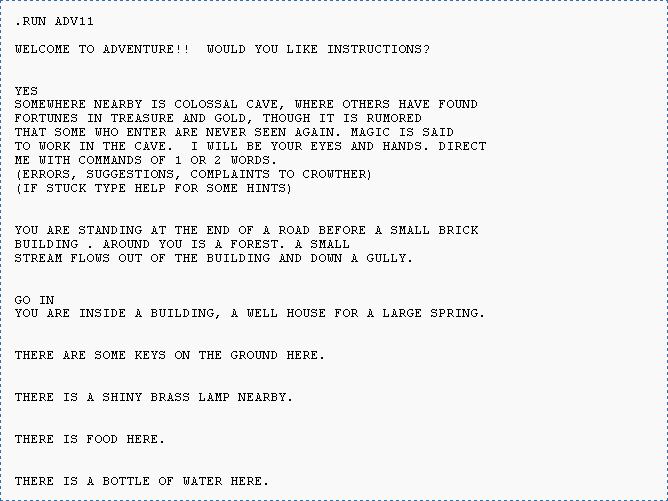

إم يو دي (بالإنجليزية: MUD) واسمها الكامل (بالإنجليزية: Multi-User Dungeon) هو نمط لعبة فيديو جماعية يتميز بأنه لعب تقمص أدوار وتقطيع وذبح ولاعب ضد لاعب وأدب قصصي تفاعلي ودردشة إنترنت، هذه الألعاب تتميز بكثرة الغرف والأجسام واللاعبين المنافسين ولاعبي الكونترول والتفاعل مع عالم اللعبة.